# SMS Ulan
Az SMS Ulan az Osztrák–Magyar Monarchia Huszár-osztályú rombolója (Zerstörer) volt az első világháborúban. Testvérhajói az SMS Huszár I, SMS Streiter, SMS Wildfang, SMS Scharfschütze, SMS Uskoke, SMS Huszár II,  SMS Turul, SMS Pandúr, SMS Csikós, SMS Réka, SMS Dinara és az SMS Velebit.

## Pályafutása
1905. szeptember 27-én elkezdték az építését. 1906. április 8-án bocsátották vízre. Július 12-én fejezték be az építését. Szeptember 6-án befutott Pólába. Szeptember 21-én felszerelték és beosztották a Hajórajba. 1913. március 19-én kifutott Polából. Március 21-én Meljinébe érkezett, majd részt vett a Montenegró elleni nemzetközi flottatüntetésben.
1914. június 14-én szolgálatba állt a Hajórajban. Július 24-én áthelyezték a Cattarói-öbölbe, és részt vett Montenegró blokádjában. Augusztus 7-én kifutott a Goeben elé, mint révkalauz hajó. Figyelőállást vett fel. Augusztus 16-án, miközben a Zenta cirkálóval blokádszolgálatot teljesített Montenegró előtt, 07.45-kor a Menders Foktól délnyugatra 5 mérföldnyire négy füstoszlopot észlelt. A Zentáról hat ellenséges egységet jelentettek. A Cattarói-öböl felé fordultak. Balra elől négy újabb füstoszlop és nemsokára rá egy flottakötelék árbócai bukkantak fel, melyek nagyobb sebességgel tartottak a Punta d’Ostro felé. 08.45 – 09.20 között a francia flotta 7000–8000 m-ről elkezdte a támadást, addigra a távolság 4000 m-re csökkent. Az Ulan áttört az ellenség vonalán és egyetlen kapott találat nélkül beérkezett a Cattarói-öbölbe, bár sok lövedék a hajó oldalához közel csapódott a vízbe és gránátrepeszek záporoztak a fedélzetre. Az antennát átlőtték. A legénység példás magatartást tanúsított. 10.00-kor a Cattarói-öbölben a part mellett álló egységek legénységének lelkes hurrázása közepette kikötött a Gäa mögött. A bal oldali hajóoldalon repeszek okozta sérüléseket észleltek. A parancsnoka Egon Panfilli korvettkapitány volt. Az ütközetben a Zenta elsüllyedt. Augusztus 19-én aknákat telepített Antivari előtt. Augusztus 28-án a montenegrói állásokat lőtte. Szeptember 17-én a Monarchot biztosította, amikor az egy montenegrói rádióállomásra mért tűzcsapást. Október 9-én befutott Cattaróba. Október 18-án részt vett az Antivari elleni támadásban. November 14-én felderítést hajtott végre a Menders Fokig. Ezután kísérő utakat tett.
1915. február 5-én tengeralattjáró után kutatott Budua előtt, és a szárazföldi csapatok tüzébe került. Február 19-én egy montenegrói gőzöst és 2 bárkát üldözött, amikor a szárazföldi ütegek tüzet nyitottak rá. Március 1-jén Antivariból vették tűz alá. Március 14-én felderítést hajtott végre a montenegrói partok előtt. Április 21-én a Cattarói-öbölben tartózkodott. Június 1-jén aknákat telepített Trieszt előtt. Június 18-19 részt vett a Rimini elleni támadásban. Észak felől biztosította a hadműveletet. Azután a Tagliamento torkolatához hajózott. 4 ellenséges rombolót Velence felé űztek. Június 20-án aknát keresett Salvore közelében. Június 24-én aknákat szedett föl Trieszt előtt. Június 28-án aknakeresést folytatott Cittanuováig. Július 6-án aknákat telepített a Chamäleonnal a Pó torkolatban. Július 18-án dicséretet kapott az aknaszedésért. Október 25-én a Velence elleni légitámadást biztosította, és a visszaúton Cittanouva közelében egy tengeralattjáró sikertelen torpedótámadást hajtott végre ellene.
1916. április 2-án Pólába ment. Augusztus 26-án áthelyezték Sebenicóba. Őrjáratozásokat és konvojkíséréseket hajtott végre. 1917. március 25-én befutott Pólába. Május 3-20. között karbantartást hajtottak végre rajta, és felszereltek rá egy 7 cm-es légvédelmi löveget, meg egy ködfejlesztő berendezést. Május 24-én megérkezett a Cattarói-öbölbe és befutott Gjenovicba. December 15-én harci bevetésen volt az Otrantói-szorosban és Brindisinél. December 22-31. között karbantartást végeztek rajta. Az év során 65 konvojkísérő utat, 1 aknakeresést, 1 légitámadás biztosítást hajtott végre.
1918. január 15-én kifutott Cattaróból. Január 16-án Brindisi és Valona között portyázott. Január 17-én befutott Pólába. Február 2-án a 3. Divízióval a matrózlázadás miatt Cattaróba ment. Március 17-én az olasz partok előtt portyázott. Április 28-án a Quarneróban végzett felderítést. Május 25-én kazáncsere és javítás miatt kivonták a szolgálatból, és Pólában maradt a háború végéig. Az év során 26 konvojkísérő utat, 4 aknakeresést és 1 tengeralattjáró üldözést hajtott végre. 1920-ban Görögországnak ítélték a háború során elsüllyedt Smyrni romboló pótlására, és a görögök ezen a néven állították szolgálatba. 1932-ben törölték a Flotta jegyzékéből és lebontották.